# Lauris Kaparkalējs
Lauris Kaparkalējs, född 13 december 2003 i Madona, är en lettisk längdskidåkare som har tävlat i världscupen sedan 2022. Han är främst en sprintspecialist, och är bättre i fri teknik än i klassisk stil. Han tävlar för skidklubben All-Round Ski Team, en klubb han själv var med och grundade samtidigt som han studerade vid Rīgas Stradiņa universitāte.

## Karriär
Kaparkalējs var framstående redan som junior. Vid European Youth Olympic Festival (EYOF) 2022 i finska Vuokatti tog Kaparkalejs guld i sprinten, som gick i fri stil. Kaparkalējs hade våren 2025; 15 medaljer från nationella mästerskap, varav fem guld. I juniorvärldsmästerskapen 2022 i Lygnasäter i Norge blev han sextonde man i sprinten.
Kaparkalējs gjorde sitt första VM som sjuttonåring vid 2021 i Oberstdorf, utan några framstående resultat. Han deltog även 2023 i Planica.
Första gången han tog världscuppoäng var den 14 december 2024 i Davos i Schweiz där han i sprinten tog sig vidare från prologen och slutade på en tjugotredje plats i finalen. Något han själv hävdat var hans stora mål inför säsongen, och något han senare upprepade flera gånger om under säsongens lopp.
Den 25 januari 2025 i Engadin lyckades både Kaparkalējs och hans landslagskollega och träningskamrat Raimo Vigants ta världscuppoäng i sprinten. Det var första gången i historien som två åkare från Lettland lyckades ta världscuppoäng i samma lopp.
Under världsmästerskapen 2025 i Trondheim tog han sig vidare från prologen i sprinten, och slutade på en sjuttonde plats i finalen. Han var med andra ord snabbaste man som inte lyckades ta sig vidare till kvartsfinal dit bara de sexton främsta från heaten går. Han körde flera distanser under mästerskapet men misslyckades med att ta sig vidare i teamsprinten med landslagskollegan Raimo Vigants. I mixedstaffeten blev Lettland sextonde i kvalet, det vill säga första lag som inte fick åka finalen då bara de femton bästa går vidare. Han körde också femmilen, där han kom på en sextionionde plats.
Både Kaparkalējs och landslagskollegen Raimo Vigants är mycket framstående rullskidåkare, Kaparkalējs har två individuella pallplatser från världscupen i rullskidor 2024 och 2025, en andraplats och en tredjeplats. De två har även flera framstående resultat som lag internationellt på hög nivå.